# Vesna (nome)
Vesna (in cirillico: Весна) è un nome proprio di persona croato, sloveno, serbo e macedone femminile.

## Varianti
- Serbo
  - Ipocoristici: Већа (Veca)[1]

## Origine e diffusione

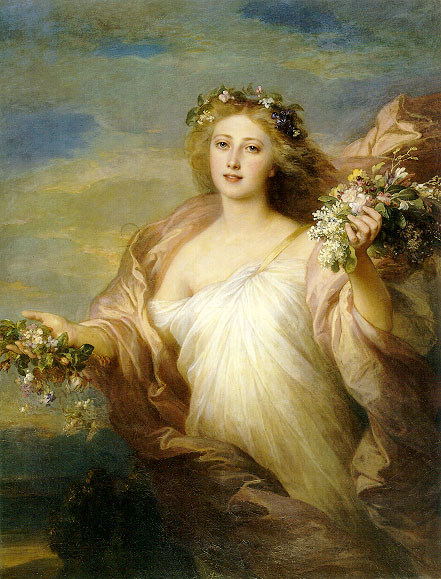
La primavera, di Franz Xaver Winterhalter

È un nome recente, adottato soltanto dal XX secolo: richiama la figura della vesna, uno spirito del folclore slavo, il cui nome significa letteralmente "primavera (lo stesso significato dei nomi arabi Bahar e Rabia).

## Onomastico
Non esistono sante che portano questo nome, quindi è adespota. L'onomastico può essere festeggiato in occasione di Ognissanti, il 1º novembre.

## Persone
- Vesna Bajkuša, cestista bosniaca

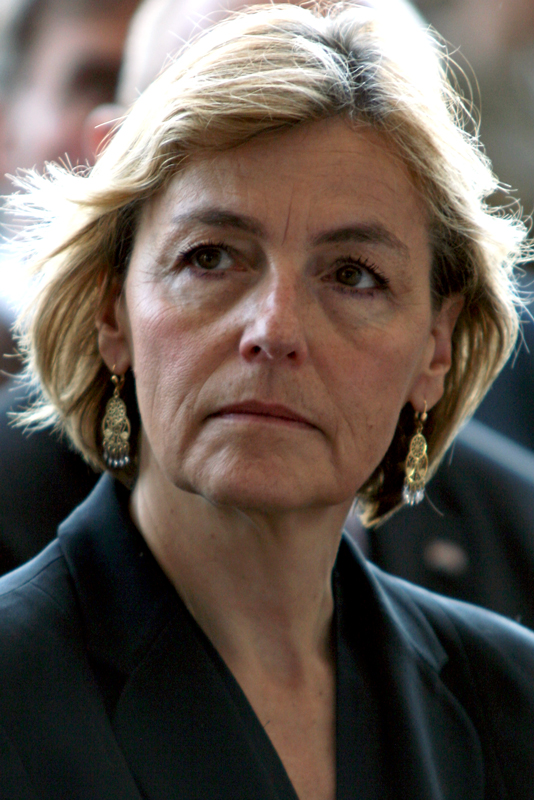
Vesna Pusić

- Vesna Čitaković, pallavolista serba
- Vesna Despotović, cestista jugoslava
- Vesna Dolonc, tennista russa naturalizzata serba
- Vesna Fabjan, fondista slovena
- Vesna Pisarović, cantante croata
- Vesna Pusić, politica croata
- Vesna Vulović, attivista e assistente di volo serba

## Il nome nelle arti
- Vesna è un personaggio del film del 1996 Vesna va veloce, diretto da Carlo Mazzacurati.
- Vesna è uno pseudonimo usato da Arianna Dalmasso, protagonista della miniserie televisiva del 2021 La fuggitiva, diretta da Carlo Carlei.